# 黃肇寧
黃肇寧，MH（？-），香港社會工作者，香港青少年服務處總幹事，社會資本摯友成員，家庭議會成員。曾任社區投資共享基金委員會委員、向捨身救人者家屬提供經濟援助委員會委員、保護稀有動植物諮詢委員會委員、社會工作訓練及人力策劃諮詢委員會委員、香港中文大學及香港浸會大學社工系諮詢委員會等公職。

## 簡歷
黃肇寧1975年畢業於香港大學社工系，隨即投身社工事業，最初從事家庭服務，後來擔任不同類別服務的管理工作，例如家庭服務、駐校社工服務、家庭生活教育、青少年服務及安老服務，現時擔任香港青少年服務處總幹事。